# Craig R. Baxley
Craig Redding Baxley (Los Angeles, 20 de outubro de 1949) é um diretor e autor, coordenador de dublês, dublê e ator ocasional americano. Ele é mais conhecido por seu trabalho nos gêneros de ação e suspense.
Começando sua carreira como dublê, ele foi contratado para realizar acrobacias em várias séries de televisão notáveis, como Police Story, Harry O, Rich Man, Poor Man Book II, Gemini Man, Raízes e M*A*S*H. Ele trabalhou como coordenador de dublês e diretor de segunda unidade em The Dukes of Hazzard e The A-Team (no qual mais tarde fez sua estreia na direção), junto com o piloto de Hunter como diretor de segunda unidade. Foi coordenador de dublês nos longas-metragens The Warriors (1979) e The Long Riders (1980), além de diretor de segunda unidade em Reds (1981) e Predator (1987).
Baxley também apareceu em oito episódios de Kolchak: The Night Stalker, além de ter pequenos papéis em Chase, Mannix, Bearcats!, Marcus Welby, MD e SWAT.
Em 1988, estreou na direção de longas-metragens com Action Jackson. Seus outros créditos em longas-metragens são I Come in Peace (1990), Stone Cold (1991) e Sniper 2 (2002).
Outros créditos de direção de televisão de Baxley incluem minisséries baseadas em obras de Stephen King, como A Tempestade do Século (1999), A Casa Adormecida (2002), O Diário de Ellen Rimbauer (2003), Kingdom Hospital (2004), bem como O Mistério do Triângulo das Bermudas (2005) e O Quarto Perdido (2006). Alguns de seus créditos em filmes para televisão incluem A Family Torn Apart (1993), Twisted Desire (1996) e Silencing Mary (1998), ambos estrelados por Melissa Joan Hart.
Craig Baxley também foi o autor do livro de memórias Driven e da novela Five Hours.